# Потапов, Дмитрий Мефодьевич
Дмитрий Мефодьевич Потапов (1911—1996) — советский военный. Участник Великой Отечественной войны. Герой Советского Союза (1944). Подполковник.

## Биография
Родился 7 ноября 1911 года в губернском городе Орле Российской империи (ныне город, областной центр Российской Федерации) в семье рабочего. Русский. Окончил семь классов железнодорожной школы № 12 в Орле и курсы помощников машиниста паровоза. В 1933—1936 годах проходил службу в рядах Рабоче-крестьянской Красной Армии. До войны работал машинистом паровоза на станции Орёл.
Вновь в Красную Армию был призван Орловским городским военкоматом в июне 1941 года. Воевал на Западном фронте помощником машиниста бронепоезда. В мае 1942 года был направлен в Казанское танковое училище. По его окончании в сентябре 1943 года он был командирован на Урал для получения новой техники для 10-го гвардейского Уральского Добровольческого танкового корпуса, и в конце года с воинским эшелоном отбыл на 1-й Украинский фронт. С 1 марта 1944 года старший лейтенант Д. М. Потапов в составе 63-й гвардейской танковой бригады 10-я гвардейского танкового корпуса 4-й танковой армии в должности командира взвода 2-го танкового батальона. Участвовал в Проскуровско-Черновицкой операции, освобождал Каменец-Подольский. Особо отличился в боях за город Львов в ходе Львовско-Сандомирской операции.
17 июля 1944 года 4-я танковая армия была введена в бой в колтувском коридоре. Отражая многочисленные встречные контратаки немецких танков, подразделения армии форсировали реку Стрыпу. 63-я гвардейская танковая бригада, действовавшая в авангарде 10-го гвардейского танкового корпуса, в течение дня прорвала оборону противника у села Тростянец и сходу ворвалась в Золочев. К вечеру город был полностью очищен от противника, причём первым на его юго-западную окраину в районе железнодорожного вокзала вышел экипаж гвардии старшего лейтенанта Д. М. Потапова. В ходе дальнейшего наступления на львовском направлении танковый взвод Потапова действовал в головной походной заставе бригады. Танкисты Потапова осуществляли разведку местности и первыми принимали на себя удары вражеских засад. Немцам удалось подбить одну машину, но экипажи старшего лейтенанта Потапова и младшего лейтенанта П. П. Кулешова продолжали выполнять поставленную боевую задачу. На подступах к Львову они вдвоём разгромили крупную колонну противника: пока Потапов отвлекал на себя танк охранения, Кулешов огнём пушки и гусеницами уничтожил не менее 20 автомашин.
Восточнее Львова немцы выстроили мощную и глубоко эшелонированную оборону, прорвать которую танковыми ударами не удалось. Поэтому командование 1-го Украинского фронта приняло решение ударом 3-й гвардейской танковой армии севернее Львова и 4-й танковой армии южнее города осуществить окружение львовской группировки противника. 21 августа 1944 года Т-34 Потапова и Кулешова первыми в бригаде ворвались на юго-западную окраину Львова и сходу уничтожили немецкую «Пантеру» и три противотанковые пушки. На узких улицах пути танкистов разошлись. Старший лейтенант Потапов, заняв позицию на одном из перекрёстков, блокировал пути отхода немецкой пехоте. Отражая яростные атаки стремящихся вырваться из города немцев, экипаж Потапова огнём пулемётов уничтожил более 100 вражеских солдат и офицеров. Организовав группу советских автоматчиков, Потапов продвинулся вглубь города, где был контратакован крупными силами немецкой пехоты численностью до батальона, которую поддерживало два танка Т-V. В течение двух суток он отражал атаки превосходящих сил врага. Когда его танк был подбит, Потапов продолжал сражаться в пешем строю. В бою он был дважды тяжело ранен, но продолжал руководить обороной до подхода подкреплений, после чего был эвакуирован в госпиталь. За образцовое выполнение боевых заданий командования на фронте борьбы с немецкими захватчиками и проявленные при этом отвагу и геройство указом Президиума Верховного Совета СССР от 23 сентября 1944 года гвардии старшему лейтенанту Потапову Дмитрию Мефодьевичу было присвоено звание Героя Советского Союза.
После войны Потапов продолжал служить в вооружённых силах СССР до 1963 года. В запас он уволился в звании подполковника. Жил в Москве. До выхода на пенсию работал в Союзводпроекте. 22 сентября 1996 года скончался. Похоронен в Зеленограде на Центральном кладбище.

## Награды и звания
- Медаль «Золотая Звезда» (23.09.1944);
- орден Ленина (23.09.1944);
- орден Отечественной войны 1-й степени (11.03.1985);
- орден Красной Звезды;
- медали.
- Почётный гражданин города Львова (1966).

## Память
- Имя Героя Советского Союза Д. М. Потапова увековечено в Орле на мемориальной доске в честь Героев Советского Союза — уроженцев города (Бульвар Победы, 1) и на мемориальной доске, установленной на здании МБОУ — лицей № 32 имени И. М. Воробьева (ул. Пушкина, 80).

## Документы
- Общедоступный электронный банк документов «Подвиг Народа в Великой Отечественной войне 1941—1945 гг.» Дата обращения: 7 февраля 2013. Архивировано из оригинала 13 марта 2012 года.

Представление к званию Героя Советского Союза. Дата обращения: 7 февраля 2013. Архивировано 14 февраля 2013 года.
Указ Президиума Верховного Совета СССР о присвоении звания Героя Советского Союза. Дата обращения: 7 февраля 2013. Архивировано 14 февраля 2013 года.
Орден Отечественной войны 1-й степени (информация из карточки награждённого к 40-летию Победы). Дата обращения: 7 февраля 2013. Архивировано 14 февраля 2013 года.